# Musca freedmani
Musca freedmani este o specie de muște din genul Musca, familia Muscidae, descrisă de Paterson în anul 1957. Conform Catalogue of Life specia Musca freedmani nu are subspecii cunoscute.